# Militärflugplatz al-Dschira

i8
i11
i13
Der Militärflugplatz al-Dschira oder Jirah ist ein nordsyrischer Militärflugplatz etwa 25 km östlich von Dair Hafir, Gouvernement Aleppo, an der Fernstraße 4, und wenige km westlich vom Assad-See. Die Start- und Landebahn ist 10180 ft (ca. 3100 m) lang.
Der Flugplatz wurde vor 2013 vorwiegend als Trainingsflugplatz der syrischen Luftstreitkräfte verwendet. Im Februar 2013 fiel die Militärbasis mit einer Handvoll flugtüchtiger leichter Erdkampf- und Schulflugzeuge vom Typ L-39 Albatros in die Hände von Ahrar al-Scham und die Freie Syrische Armee. Im Januar 2014 fiel die Basis an ISIS. Im März 2017 strebte die syrische Armee die Rückeroberung an.